# Кіравана (Грама Ніладхарі)
Грама Ніладхарі Кіравана (№ 140C) — Грама Ніладхарі підрозділу ОС Падіяталава, округ Ампара, Східна провінція, Шрі-Ланка.

## Демографія
| Населення (2007) | Населення (2007) | Населення (2007) | Населення (2007) | Населення (2007) |
| Населення        | Чоловіки         | Жінки            | Діти             | Дорослі          |
| ---------------- | ---------------- | ---------------- | ---------------- | ---------------- |
| 1176             | 577              | 599              | 472              | 704              |